# سيسينا (بلدة)
سيسينا هي بلدة (بلدية) عدد سكانها 28,322 في مقاطعة ليفورنو في منطقة توسكانا الايطالية. تقع حوالي 80 كيلومتر جنوبي غرب فلورنسا و30 كيلومتر جنوب شرق ليفورنو.
أراضي سيسينا تحد البلديات التالية: بيبونا،كاسال ماريتيمو، كاستلينا، مونتيسكديو، ريباربيلا روزينانو ماريتيمو. تضم حديقة أثرية قريبة من المدينة بقايا فيلا رومانية من القرن الأول قبل الميلاد.

## التاريخ

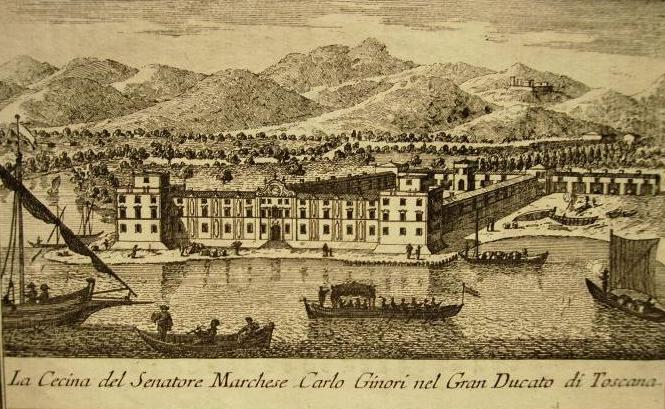
منظر لنهر سيسينا 1751

تم تأسيس مستوطنة هنا من قبل القنصل الروماني  ألبينوس كايسينا، الذي كان سليل عائلة إترورية قديمة. بعد سقوط الإمبراطورية  الرومانية الغربية،عانى الإقليم فترة طويلة من الانحدار، والتي لم تنته إلا عندما بدأ الدوق الأكبر ليوبولد الثاني من توسكانا  في تطوير الزراعة المحلية.
تأسست المدينة الحديثة في عام 1852، ولكن تم تدمير جزء من المدينة خلال الحرب العالمية الثانية. من ستينات القرن الماضي فصاعدا، تطورت البلدة إلى منتجع سياحي.

## البلدات المماثلة
- قيلشينغ، المانيا منذ عام 1989
- ساغونتو، اسبانيا
- سين لو نوبل، فرنسا

## روابط خارجية
- الموقع الرسمي
- سيسينا (بلدة) على مشروع الدليل المفتوح